# Melomakarono
I melomakarono (μελομακάρονο) sono dei tipici dolci greci a forma d'uovo realizzati principalmente con farina, olio d'oliva e miele. Insieme ai kourabiedes, sono i tradizionali dolci preparati in Grecia durante il periodo di Natale.
Ingredienti tipici dei melomakarono sono la farina o il semolino, zucchero, scorze d'arancia, e/o succo d'arancia fresco, cognac (o bevande simili), cannella ed olio d'oliva. Durante la preparazione vengono spesso farciti con noci tritate. Dopo la cottura vengono immersi per un breve periodo in uno sciroppo caldo, realizzato con miele e zucchero sciolto in acqua. Alla fine vengono decorati con granella o crema di cioccolato, nelle varianti più recenti della ricetta.